# Tomás Rojas (Fußballspieler, 1914)
Tomás Rojas Aguirre (* 13. November 1914 in Gatico; † 14. Februar 1973 in Santiago de Chile) war ein chilenischer Fußballspieler. Der Stürmer gewann mit dem CSD Colo-Colo fünf Meistertitel.

## Karriere
Tomás Rojas begann in Gatico, seiner Geburtsstadt in der Nähe von Tocopilla, mit dem Fußballspielen. Er wechselte zu Esparta de Tocopilla, wo er gemeinsam mit Ascanio Cortés eine Tour in die Hauptstadt unternahm. 1935 war der Angreifer in Chuquicamata und kam mit der Auswahl erneut nach Santiago. Seine Leistungen weckten das Interesse des CSD Colo-Colo, für den der Stürmer ab August 1935 spielte. Für die Albos gab Rojas sein Debüt gegen den uruguayischen Verein Defensor Sporting Club, als er für den ehemaligen Nationalspieler José Olguín eingewechselt wurde. Rojas spielte seine gesamte Karriere für Colo-Colo und wurde fünfmal chilenischer Meister, davon 1937 und 1941 jeweils ungeschlagen. Nach seinem Tod 1973 wurde Rojas auf dem Cementerio General de Santiago im Mausoleum des Colo-Colo begraben.

## Erfolge
Colo-Colo
- Chilenischer Meister: 1937, 1939, 1941, 1944, 1947
- Campeonato de Apertura: 1933, 1940
- Campeonato de Campeones: 1945